# The Cambridge Ancient History
The Cambridge Ancient History (CAH) ist eine bedeutende Handbuchsammlung zur antiken Geschichte, die von der Cambridge University Press verlegt wird.
Die Reihe entstand in Zusammenhang mit dem von Cambridge University Press und Lord Acton Ende des 19. Jahrhunderts entwickelten Plan einer kooperativen Geschichtsschreibung mit internationaler Ausrichtung, aus dem schon die Cambridge Modern History (1902 bis 1911, noch von Acton begonnen) und die Cambridge Medieval History (1911 bis 1936, von Bury herausgegeben) hervorgegangen waren.
Eine zweite, völlig neu konzipierte Auflage erschien von den 1970er Jahren bis 2005.

## Erste Auflage
Die erste Auflage umfasste zwölf Text- und fünf Tafelbände und wurde unter anderem von John Bagnell Bury herausgegeben; diese Ausgabe erschien von 1924 bis 1939. Weitere Herausgeber waren S. A. Cook, Frank E. Adcock, Martin P. Charlesworth und Norman H. Baynes. Ursprünglich waren nur 8 Bände geplant gewesen. Die Autoren waren in den ersten Bänden überwiegend britisch, ab Band 6 war die internationale Beteiligung größer.
- Bd. 1: Egypt and Babylonia to 1580 B.C. 1. Aufl. 1923.
- Bd. 2: The Egyptian and Hittite Empires to c. 1000 B.C. 1. Aufl. 1924.
- Bd. 3: The Assyrian Empire. 1. Aufl. 1926.
- Bd. 4: The Persian Empire and the West. 1. Aufl. 1926.
- Bd. 5: Athens. 478–401 B.C. 1. Aufl. 1927.
- Bd. 6: Macedon. 401–301 B.C. 1. Aufl. 1927.
- Bd. 7: The Hellenistic monarchies and the rise of Rome. 1. Aufl. 1928.
- Bd. 8: Rome and the Mediterranean. 218–133 B.C. 1. Aufl. 1930.
- Bd. 9: The Roman Republic. 133–44 B.C. 1. Aufl. 1932.
- Bd. 10: The Augustan Empire. 44 B.C.–A.C. 70. 1. Aufl. 1934 (ND 1952).
- Bd. 11: The imperial peace. A.D. 70–192. 1. Aufl. 1936.
- Bd. 12: The imperial crisis and recovery. A.D. 193–324. 1. Aufl. 1939.

## Zweite Auflage

### Konzeption
Die zweite Auflage umfasst 14 Bände (teils in Teilbänden). Sie wurde völlig neu konzipiert und erschien seit den 1970er-Jahren; dennoch ist die alte Auflage der CAH teils immer noch nützlich.
Thematisch wird das gesamte Altertum – und nicht nur die „klassische Antike“ – bis in die ausgehende Spätantike abgedeckt. Aufgrund des stark gestiegenen Forschungsinteresses an der Zeit zwischen Diokletian und Mohammed wurde der Spätantike in der zweiten Auflage besondere Beachtung zuteil; die neue Auflage endet – in Anlehnung an das opus magnum „The Later Roman Empire“ von A. H. M. Jones – im Jahr 602 mit dem Tod des Maurikios bzw. mit Herakleios. In der alten Auflage endete die CAH noch mit der Alleinherrschaft Konstantins des Großen 324, wobei die nachfolgende Zeit in der alten Ausgabe der Cambridge Medieval History behandelt wurde.
Jeder Band besteht aus Aufsätzen mehrerer Autoren; der Aufbau ist damit der gleiche wie bei den anderen Cambridge-History-Handbüchern (New Cambridge Medieval History, Modern History, History of Iran, History of China etc.). Dabei kommen die Verfasser nicht nur aus dem englischsprachigen Raum (USA, England, Australien etc.), sondern auch beispielsweise aus Deutschland, Frankreich, Italien und Israel, worunter allerdings bisweilen die Homogenität leidet.
Die CAH behandelt nicht nur die Ereignisgeschichte – diese spielt tatsächlich keine überragende Rolle –, sondern vielmehr das ganze Spektrum der modernen Geschichtswissenschaft (wie etwa Kultur-, Mentalitäts-, Ideen-, Militär-, Sozial- und Wirtschaftsgeschichte). Jeder Band bezieht den zum Zeitpunkt des Drucks aktuellen Forschungsstand mit ein und liefert Verweise zu Quellen und weiterführender Literatur. Allerdings erschienen die ersten Bände der zweiten Auflage bereits in den 1970er Jahren, der letzte Band (Bd. 12) aber erst 2005, sodass die Bände den jeweiligen Forschungsstand unterschiedlich widerspiegeln.
Dennoch ist der Wert der CAH unbestritten. Im deutschsprachigen Raum fehlt ein entsprechendes Äquivalent und im universitären Alltag wird die CAH gerne und oft als Überblick herangezogen.

### Bände
- Bd. 1, Teil 1: Iorwerth Eiddon Stephen Edwards, Cyril J. Gadd, Nicholas G. Hammond (Hrsg.): Prolegomena and Prehistory. 3. Aufl. 1970.
- Bd. 1, Teil 2: Iorwerth Eiddon Edwards, Cyril J. Gadd, Nicholas G. Hammond (Hrsg.): Early History of the Middle East. 3. Aufl. 1970.
- Bd. 2, Teil 1: Iorwerth Eiddon Stephen Edwards, Cyril J. Gadd, Nicholas G. Hammond (Hrsg.): The Middle East and the Aegean Region. c.1800–1380 BC. 3. Aufl. 1973.
- Bd. 2, Teil 2: Iorwert Eiddon Stephen Edwards, Cyril J. Gadd, Nicholas G. Hammond (Hrsg.): The Middle East and the Aegean Region. c.1380–1000 BC. 3. Aufl. 1975.
- Bd. 3, Teil 1: John Boardman, Iorwerth Eiddon Stephen Edwards, Nicholas G. Hammond (Hrsg.): The Prehistory of the Balkans, the Middle East and the Aegean World. Tenth to Eighth Centuries BC. 2. Aufl. 1982.
- Bd. 3, Teil 2: John Boardman, Iorwerth Eiddon Stephen Edwards, Edmond Sollberger (Hrsg.): The Assyrian and Babylonian Empires and Other States of the Near East. From the Eighth to the Sixth Centuries BC. 2. Aufl. 1992.
- Bd. 3, Teil 3: John Boardman, Nicholas G. Hammond (Hrsg.): The Expansion of the Greek World. Eighth to Sixth Centuries BC. 2. Aufl. 1982.
- Bd. 4: John Boardman, Nicholas G. Hammond, David M. Lewis (Hrsg.): Greece and the Western Mediterranean. c. 525 to 479 BC. 2. Aufl. 1988.
- Bd. 5: David M. Lewis, John Boardman, John K. Davies (Hrsg.): The Fifth Century BC. 2. Aufl. 1992.
- Bd. 6: David M. Lewis, John Boardman, Simon Hornblower (Hrsg.): The Fourth Century BC. 2. Aufl. 1994.
- Bd. 7, Teil 1: Frank W. Walbank, Alan E. Astin, Marten W. Frederiksen (Hrsg.): The Hellenistic World. 2. Aufl. 1984.
- Bd. 7, Teil 2: Frank W. Walbank, Alan E. Astin, Marten W. Frederiksen (Hrsg.): The Rise of Rome to 220 BC. 2. Aufl. 1990.
- Bd. 8: Alan E. Astin, Frank W. Walbank, Marten W. Frederiksen (Hrsg.): Rome and the Mediterranean to 133 BC. 2. Aufl. 1989.
- Bd. 9: John Anthony Crook, Andrew Lintott, Elizabeth Rawson (Hrsg.): The Last Age of the Roman Republic. 146–43 BC. 2. Aufl. 1994.
- Bd. 10: Alan K. Bowman, Edward Champlin, Andrew Lintott (Hrsg.): The Augustan Empire. 43 BC–AD 69. 2. Aufl. 1996.
- Bd. 11: Alan K. Bowman, Peter Garnsey, Dominic Rathbone (Hrsg.): The High Empire. AD 70–192. 2000.
- Bd. 12: Alan K. Bowman, Averil Cameron, Peter Garnsey (Hrsg.): The Crisis of Empire. AD 193–337. 2005.
- Bd. 13: Averil Cameron, Peter Garnsey (Hrsg.): The Late Empire. AD 337–425. 1997. (academia.edu)
- Bd. 14: Averil Cameron, Bryan Ward-Perkins, Michael Whitby (Hrsg.): Late Antiquity. Empire and Successors. AD 425–600. 2000.